# Мафіліндо
Мафіліндо (тагал. Mapilindo, малай. Mafilindo та індонез. Mafilindo, англ. Maphilindo) — концепція конфедеративного об'єднання Малайської Федерації, Філіппін та Індонезії, що опрацьовувалась урядами цих країн в 1963 році. Назва є акронімом, утвореним з перших букв назв країн-членів.
План формування конфедерації був сформульований у підсумкових документах тристороннього саміту, що відбувся наприкінці липня — початку серпня 1963, у Манілі (головним чином, у Манільській угоді 31 липня 1963 року), проте практичної реалізації в подальшому не здобула через загострення відносин між країнами-учасницями.

## Передумови утворення тристороннього формату

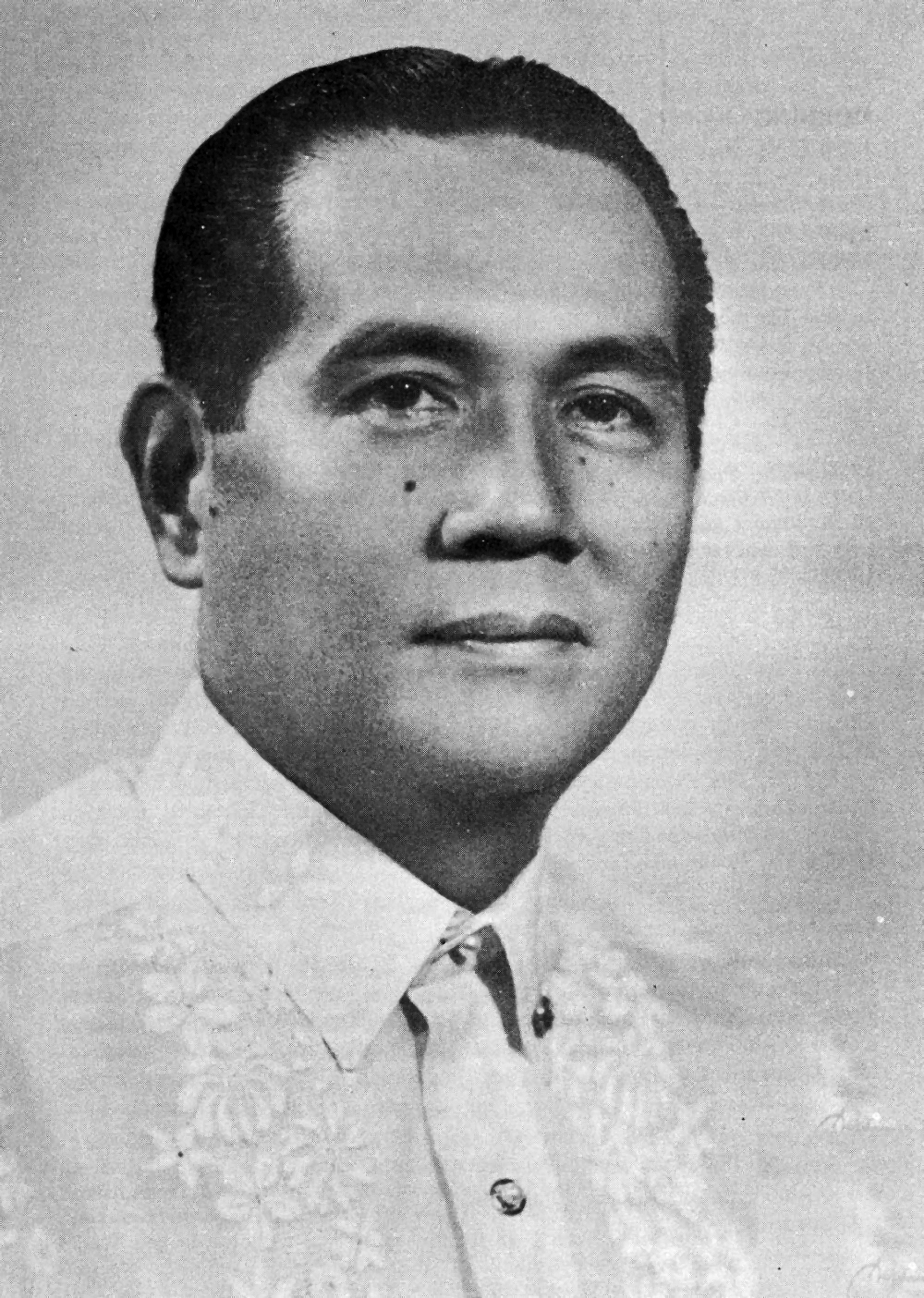
Діосдадо Макапагал — ініціатор створення Мафіліндо

Передумовою для налагодження тристоронніх контактів між Манілою, Куала-Лумпуром і Джакартою став запущений наприкінці 1962 року процес формування Федерації Малайзія на базі незалежної Малайї і звільнених Великою Британією колоніальних володінь на півночі Калімантану — Саравак та Сабах. Ці плани зустріли рішучу протидію з боку сусідніх держав — Індонезії і Філіппін..
Індонезійський уряд, дотримувався в той період радикального антиімперіалістичного курсу, виступали проти створення подібної держави, побоюючись її перетворення на сателіта Великої Британії і провідника західного впливу в регіоні. Філіппінське ж керівництво не заперечувало в принципі проти суверенізації Малайзії, проте вважало категорично неприйнятним включення до її складу Сабаху — через власні претензії на цю територію.
Після переходу індонезійців до диверсійної діяльності на малайській території і підтримці сепаратистів у Сараваку і Сабаху, уряд Філіппін, стурбований можливістю початку повномасштабного військового конфлікту біля своїх кордонів і перспективою переходу Сабаху під індонезійський контроль, виступив з ініціативою дипломатичного посередництва між Джакартою і Куала-Лумпуром. В рамках цієї ініціативи у березні 1963 року президент країни Діосдадо Макапагал звернувся до президента Індонезії Сукарно і прем'єр-міністра Малайї Тунку Абдул Рахмана з пропозицією про проведення тристоронньої зустрічі. Паралельно в Манілі активно афішувлося гасло «об'єднання народів малайської раси», що походило до ідей таких видатних діячів філіппінського національно-визвольного руху, як Хосе Рісале і Венцеслао Вінзонс.

## Проголошення конфедерації
Ініційований Макапагалом тристоронній філіппінсько-малайсько-індонезійський саміт пройшов у Манілі 31 липня — 5 серпня 1963 року. Під час цього найтривалішого заходу були прийняті три тристоронніх документи: угода 31 липня, декларація 3 серпня та спільна заява 5 серпня. У них, поряд із зобов'язаннями сторін щодо розширення співпраці і умовами вступу Саравака і Сабаха до Федерації Малайзії, декларувалося їх намір щодо створення конфедерації Мафіліндо. Терміни і механізм формування цього об'єднання, як і його політико-адміністративна структура не обговорювалися — учасники обмежилися планами створення Національних секретаріатів у справах Мафіліндо (англ. National Secretariats for Mapilindo affairs) для проведення відповідних консультацій.
У цих умовах ніяких практичних заходів по запуску консультаційного процесу щодо механізму створення Мафіліндо вжито не було. Навпаки, Куала-Лумпур без дотримання узгоджених у Манілі умов форсував переговори з Великою Британією про формування Федерації Малайзії, які завершилися проголошенням Федерації Малайзії 16 вересня 1963 року. Ні Філіппіни, ні Індонезія, не визнали нової держави — більше того, остання офіційно оголосила про плани збройної боротьби з нею. Манільські домовленості не денонсовані офіційно, проте всі три сторони де-факто відмовилися від прописаних в них зобов'язань — в тому числі зі створення Мафіліндо.

## Подальша доля проекту і використання його назви
Напруженість у відносинах між країнами-сусідами різко знизилася після зміни влади в Індонезії в 1965-67 роках: завершення індонезійсько-малайзійської конфронтації було одним з перших зовнішньополітичних рішень уряду Сухарто. Проте, незважаючи на це, реалізація проекту Мафіліндо відновлено було: його початкові ініціатори зосередилися на переговорах про співпрацю в ширшому форматі — за участю Таїланду та Сінгапуру, що вийшов зі складу Федерації Малайзія, які завершилися підписанням Бангкозької угоди 8 серпня 1967 року щодо створення АСЕАН.